# Algoma (hrabstwo Winnebago)
Algoma – miasto w Stanach Zjednoczonych, w stanie Wisconsin, w hrabstwie Winnebago.